# Tessa Blanchard
Tessa Blanchard (Charlotte, 26 de julio de 1995) es una luchadora profesional estadounidense quien actualmente trabaja en Total Nonstop Action Wrestling. Ella ha trabajado para WWE, GFW, Lucha Underground, World Wonder Ring Stardom, The Crash, Lucha Libre AAA Worldwide y Consejo Mundial de Lucha Libre. Fue la primera mujer en ser campeona mundial en la división masculina, al ganar el Campeonato Mundial de Impact.
Es una luchadora de tercera generación ya que es hija de Tully Blanchard y nieta de Joe Blanchard.
Dentro de sus logros también está el haber sido una vez Campeona de Knockouts de Impact, una vez Campeona Femenina de The Crash, una vez Campeona Reina de Reinas de AAA y una vez  Campeona Mundial Femenil en Parejas del CMLL con Lluvia (en un ocasión).

## Comienzos
Blanchard decidió empezar a luchar alrededor de finales de 2012 y comienzos de 2013.

## Carrera en la lucha libre profesional

### Formación y circuito independiente (2014–presente)
Blanchard entrenó con George South. Empezó su carrera el 13 de junio de 2014 en Queens of Combat 2 dónde interrumpió un discurso de Miss Rachel después de su victoria contra Amanda Rodriguez; el resultado fue una lucha que Miss Rachel ganó. El 11 de octubre, participó en el torneo Super 8 ChickFight  organizado por East Coast Wrestling Association(ECWA), una federación de Delaware, donde mujeres compiten en ECWA. Blanchard ganó el torneo al eliminar sucesivamente a Tina San Antonio Renee y Michelle y finalmente a Jenny Rose. Una semana más tarde, Blanchard exitosamente defendió su título de ECWA contra Amber O'Neal. Blanchard regresó a Quieens of Combat el 30 de noviembre, compitiendo contra la malvada Mickie James, cayendo derrotada en Queens of Combat 3.
Blanchard debutó para Shine Wrestling como heel en el evento SHINE 26 el 3 de abril y fue derrotada por Evie. Más tarde esa noche, Blanchard atacó a Leva Bates, causando que ella y Jessicka Havok fueran derrotadas por Saraya Knight y Su Yung, y más tarde se convirtió en el nuevo miembro de Valkyrie. En SHINE 27, Blanchard fue derrotada por Bates. Después de la lucha, ella y April Hunter atacaron a Bates.
El 9 de enero de 2016, Blanchard hizo su debut en Lucha Underground perdiendo ante Ivelisse Vélez en un dark match.
El 24 de abril de 2016, Blanchard luchó en una lucha por equipos también fue una dark match junto con Prince Puma derrotando a Marty Martinez y Mariposa.
El 14 de agosto de 2015, Blanchard hizo debut en Global Force Wrestling derrotando a Lei'D Tapa como parte del tour GFW Grand Slam.
El 14 de julio, Tessa derrotó a Lacey Lane y Santana Garret para ganar el Campeonato femenino de The Crash. Tessa se  enfrentó en un mano a mano ante Princesa Sugehit en el cual Blanchard salió derrotada, después de la pelea Sugehit la retó por el campeonato femenil.

### Women Superstars Uncensored (2014−presente)

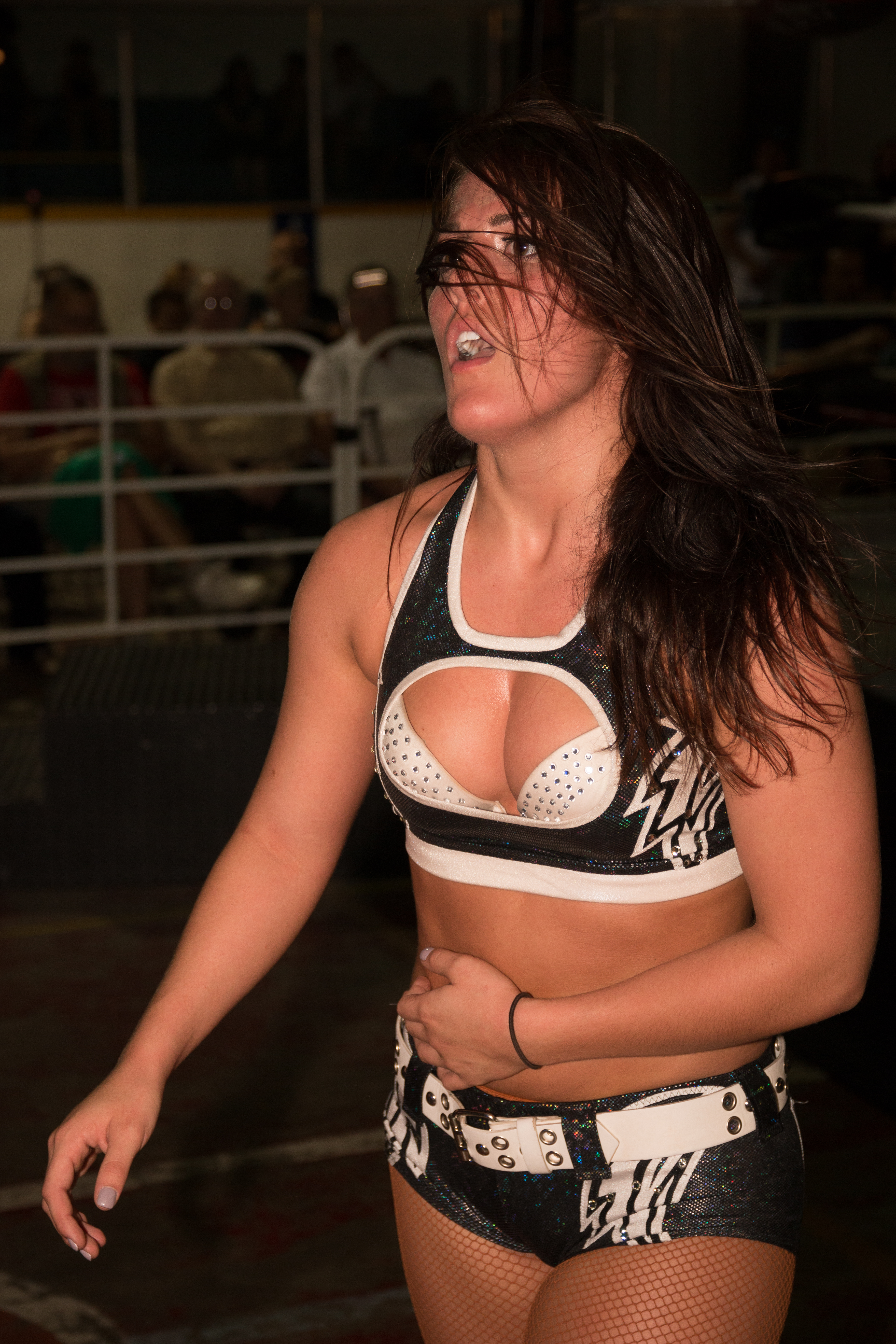
Blanchard después de la lucha en 2013

El 8 de noviembre, Blanchard debutó en Women Superstars Uncensored y fue derrotada por Niya en una lucha por el WSU Spirit Championship en Breaking Barriers III. El 21 de febrero de 2015, Blanchard alcanzó su primera victoria en WSU cuándo derrotó a Sassy Stephie.

### WWE (2014, 2016, 2017)
Blanchard apareció en WWE como miembro del séquito fiestero de Adam Rose en mayo de 2014. Tuvo un encuentro de prueba contra Chasity Taylor..
Dos años más tarde, Blanchard regresó a WWE, haciendo su debut en el ring el 2 de abril de 2016 en NXT en una lucha ganada por Alexa Bliss. El 28 de abril, Blanchard luchó y perdió ante Nia Jax. El 9 de junio, Blanchard luchó en su tercera lucha, perdiendo contra Carmella.
El 13 de julio de 2017, Blanchard regresó como parte del Mae Young Classic, siendo eliminada del torneo en la primera ronda por Kairi Sane. Ella entonces apareció en un dark match, el 14 de julio de 2017 en una lucha por equipos de 6 mujeres con Jazzy Gabert& Kay Lee Ray contra Santana Garrett, Marti Belle & Sarah Logan.

### World Wonder Ring Stardom (2016−2017)
En agosto de 2016, Blanchard hizo su debut en Japón para World Wonder Ring Stardom al participar en el 5★Star Grand Prix, donde llegó hasta la final antes de perder con Yoko Bito el 22 de septiembre. Blanchard regresó a Stardom en abril de 2017. El 30 de abril, participó en el Cinderella Tounament 2017, donde derrotó a la High Speed Champion Kris Wolf en la primera ronda, antes de ser eliminada en la segunda ronda por la eventual ganadora Toni Storm. El 14 de mayo, Blanchard hizo equipo con Jessicka Havok retando sin éxito a Hiroyo Matsumoto y Jungle Kyona por los Goddess of Stardom Championship.

### Impact Wrestling (2018-2020)
Tessa hizo su debut en Impact Wrestling en Redemption, cuando se unió a la mesa de comentaristas durante la lucha de Kiera Hogan y Taya Valkyrie, estableciéndose como heel. El 17 de mayo en el episodio de Impact, Blanchard hizo su debut en el ring añadiéndose una victoria sobre Kiera Hogan. Después de la lucha Tessa continuó su ataque sobre Hogan hasta que Madison Rayne salió en defensa de Kiera. La semana siguiente, Blanchard desafió a Rayne para el evento Under Pressure, en el mismo, y tras dominar en gran parte de la lucha, Blanchard caería derrotada inesperadamente ante Rayne. En Slammyversary XVI Tessa se enfrentó a Allie en la primera lucha Knockouts de la noche, Blanchard se llevó la victoria vía pinfall tras aplicar su Hammerlock DDT sobre Allie y así sumo su primera victoria en un PPV de iMPACT Wrestling. El 20 de agosto en el episodio de IMPACT, Blanchard derrotó a Allie y Su Yung para ganar por primera vez el Impact Knockouts Championship. En One Night Only: Bad Intentions emitido el 31 de agosto de 2018, Blanchard hizo su primera defensa titular ante Gisele Shaw. El 6 de septiembre Blanchard volvió a defender  su título  ante Su Yung como la cláusula de revancha. En las grabaciones de Impact Wrestling durante México Blanchard tuvo una breve discusión con Faby Apache en el cual Apache la reto una pelea esa misma noche. El 27 de septiembre Blanchard logró retener su campeonato ante Apache después de la lucha Blanchard volvió a ser retada por Taya Valkyrie pero ahora en el evento Bound for Glory. El 11 de octubre, Blanchard derrotó a Keira en una lucha no titular.
El 6 de enero de 2019, en Homecoming, Blanchard perdió el campeonato ante Valkyrie, después de que el árbitro invitado especial Gail Kim (a quien atacó durante la lucha) realizó Eat Defeat en Blanchard, terminando su reinado a los 147 días. Después de que ella no pudo recuperar el título de Valkyrie en una Street Fight, Blanchard comenzó una rivalidad con Kim cuando ambas mujeres se atacaron dentro y fuera del ring (incluso en el restaurante del esposo de Kim). Esto llevó al anuncio de un partido entre los dos, en Rebellion el 28 de abril, donde Blanchard derrotó a Kim en lo que oficialmente fue la última lucha de Kim.
En Slammiversary XVII, Blanchard se enfrentó a Sami Callihan, y aunque Blanchard perdió ante Callihan, este fue el primer combate de lucha intergénero en el evento principal, un pay-per-view de Impact Wrestling.en 2019, Impact realizó el torneo titulado Mash-Up Tournament el 19 de julio, durante este torneo, Tessa y Sami Callihan ganaron una lucha fatal de cuatro esquinas con eliminación, lo que les garantizaba una lucha en el evento Unbreakable para determinar al próximo retador por el título en Bound for Glory. El 2 de agosto, en el evento Unbreakable, Blanchard fue derrotada por Sami Callihan en el evento estelar en una lucha por ser el retador #1 por el Impact World Championship, tras una interferencia de Jake Crist. En el evento Prelude To Glory, Blanchard junto a Brian Cage derrotaron a Ohio Versus Everything, dando continuidad a la rivalidad. Tras derrotar a Jake Crist en Impact!, Blanchard se sumó a la lucha por el Impact X Division Championship, en el evento Bound for Glory (2019), convirtiéndose así en la primera mujer en luchar por dicho campeonato. En dicho evento no logró ganar siendo Ace Austin el vencedor, tras una intervención de OVE hacia Blanchard. El 19 de noviembre en Impact! Blanchard ganó una Gauntlet Match donde participó Daga, Moose, Rich Swann, Michael Elgin y Brian Cage, convirtiéndose en la retadora #1 por el Impact World Championship en el evento Hard To Kill en contra de Sami Callihan, lucha que será el evento estelar. Tras esta victoria, Blanchard se convirtió en la primera mujer en ser la retadora #1 por el campeonato máximo de Impact Wrestling.
El 12 de enero, Blanchard derrotó definitivamente a Callihan, ganando el campeonato y convirtiéndose en la primera mujer en ganar un campeonato masculino en la historia de TNA/Impact. 
Fue despedida en junio de 2020, dejando vacante el campeonato. Las relaciones entre Tessa Blanchard e Impact se habían vuelto cada vez más complicadas en las últimas semanas, especialmente después de que Blanchard no envió sus promo desde México (donde ha estado residiendo) para el episodio de Impact del 1 de junio. Por ende, Impact tuvo que volver a editar el episodio con otro contenido y hacer que se modificaran los segmentos que tenían previamente planificados.
Las fuentes de Impact citan que hubo intentos de hacer que Blanchard regresara y renunciara al título, pero ninguna de las partes pudieron llegar a un acuerdo, lo que llevó a Impact a optar por cortar la relación y seguir su curso.

### Lucha Libre AAA Worldwide (2019)
El 18 de marzo, Konnan anunció que Blanchard había dejado The Crash y se unió a AAA. Ella también aparecerá en su show en el Madison Square Garden el 15 de septiembre. El 18 de mayo en Tuxtla Gutiérrez, Chiapas, Blanchard hizo su debut en la AAA haciendo equipo con La Hiedra quienes derrotaron a Faby Apache y a la Campeona Reinas de Reinas de la AAA Lady Shani.
El 3 de agosto en Triplemanía XXVII, Blanchard logró derrotar a Ayako Hamada, Chik Tormenta, Faby Apache, La Hiedra, Lady Shani y Taya en un Tables, Ladders & Chairs Match ganando el Campeonato Reina de Reinas de AAA convirtiéndose así en la segunda extranjera y primera estadounidense en tener el campeonato.

## Vida personal
Ella es la nieta del luchador Joe Blanchard, hija de Tully Blanchard y la hijastra de Magnum TA. Con anterioridad salió con su compañero luchador Ricochet. El 20 de noviembre de 2019, Blanchard confirmó su compromiso con su compañero luchador Miguel Olivo, conocido por el nombre de Daga.
En enero de 2020, las luchadoras profesionales Allysin Kay y Chelsea Green alegaron que Blanchard las había intimidado junto a otras luchadoras, además de escupir y dirigir un insulto racial a otra compañera en 2017, quien resultó ser la luchadora puertorriqueña Black Rose. Blanchard negó las acusaciones.
Anunciaron su separación el 9 de enero de 2023.

## En lucha
- Movimientos finales
  - Magnum (Diving double knee facebreaker)
  - Slingshot belly-to-back suplex
  - Modified crossface
- Movimientos de firma
  - Abdominal stretch
  - Belly-to-back suplex
  - Senton bomb
  - Double knee facebreaker to a rope-hung opponent
  - Forearm smash
  - Guillotine choke, while applying a hammerlock
  - Jumping cutter
  - Short-arm clothesline, sometimes done repeatedly in succession into a Saito suplex
- Sobrenombres
  - "The Queen of the Carolinas"
  - "The Queen of the Diamonds"

## Campeonatos y logros
- American Pro Wrestling Alliance

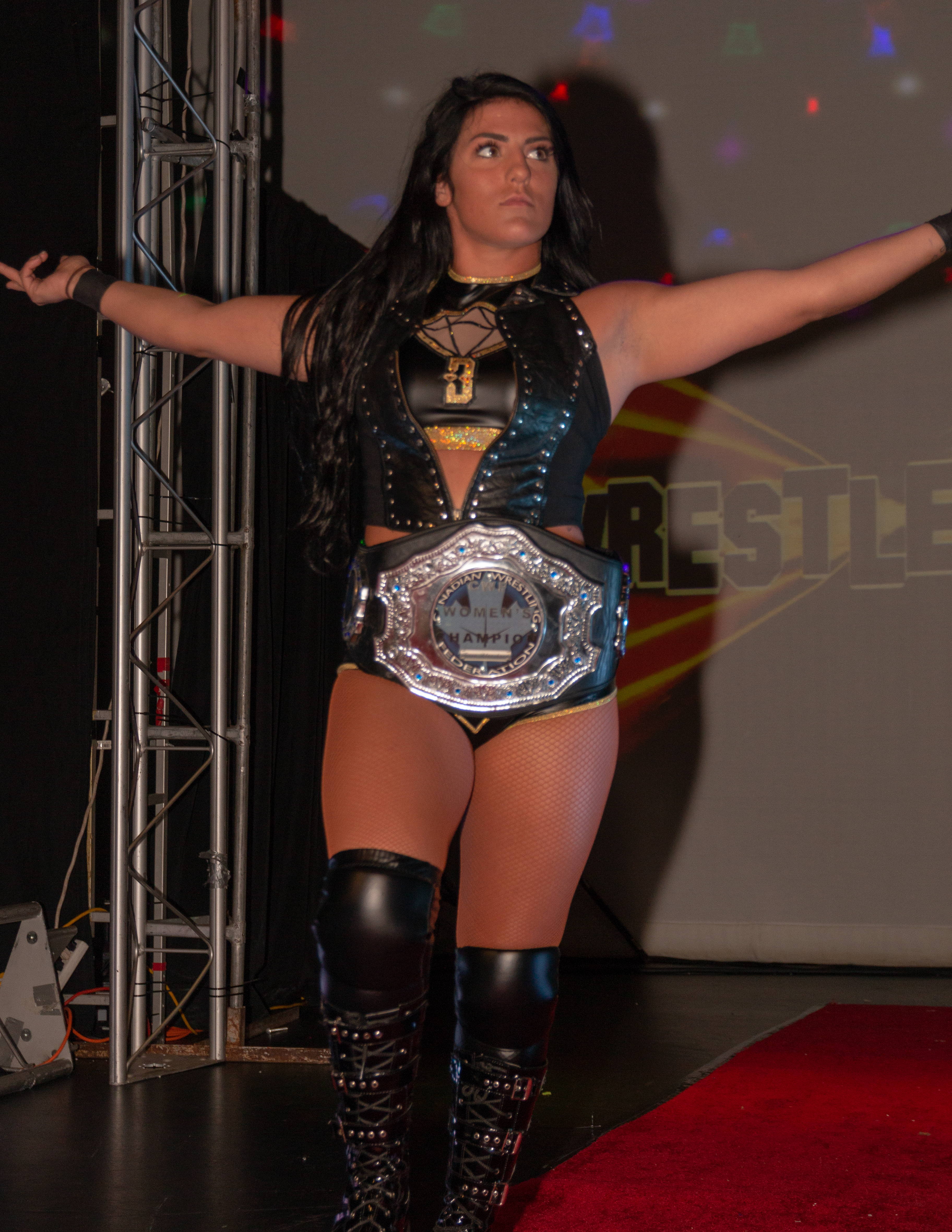
Blanchard con el Canadian Wrestling Federation's Women's Championship.

  - APWA World Ladies Championship (1 vez)[20]

- Canadian Wrestling Federation
  - CWF Women's Championship (1 vez)[21]

- Consejo Mundial de Lucha Libre
  - Campeonato Mundial Femenil en Parejas del CMLL (1 vez) – con Lluvia
  - Gran Prix Internacional Femenil del CMLL (2023)

- East Coast Wrestling Association
  - ECWA Women's Championship (1 vez)[22]
  - ECWA Super 8 ChickFight Tournament (2014)[23]

- Exodus Wrestling Alliance
  - EWA Florida Heavyweight Championship (1 vez)[24]
  - EWA Heavyweight Championship (1 vez)[25]

- Impact Wrestling
  - Impact World Championship (1 vez) - Primera mujer en haber ganado un título mundial masculino.
  - Impact Knockouts Championship (1 vez)
  - IMPACT Year End Awards (4 veces)
    - Knockout of the Year (2018)[26]
    - Move of the Year (2019) Magnum[27]
    - Wrestler of the Year (2019)
    - Match of the Year (2019) vs. Sami Callihan at Slammiversary XVII

- Lucha Libre AAA Worldwide
  - Campeonato Reina de Reinas de AAA (1 vez)
- Lucky Pro Wrestling
  - Kings And Queens Tournament (2015) con Anthony Greene[28]

- PWC Ultra
  - PCW Ultra Women's Championship (1 vez)[29]

- Pro Wrestling eXpress
  - PWX Women's Championship (1 vez)[cita requerida]

- Remix Pro Wrestling
  - Remix Pro Fury Championship (1 vez)[30]

- RISE Wrestling
  - Phoenix of RISE Championship (1 vez)[31]

- Shimmer Women Athletes
  - Shimmer Tag Team Championship (1 vez) con Vanessa Kraven[32]

- The Crash
  - Campeonato Femenino de The Crash (1 vez)

- Warrior Wrestling
  - WW Women's Championship (1 vez e inaugural)[33]

- WrestleCircus
  - WC Lady of the Ring Championship (1 vez)[34]
- WC Sideshow Championship (1 vez)[35]

- WSU Wrestling
  - WSU World Championship (1 vez)[36]

- Zelo Pro
  - Zelo Pro Women's Championship (1 vez)[37]

- Pro Wrestling Illustrated
  - Situada en el Nº43 en el PWI Female 50 en 2017.
  - Situada en el Nº15 en el PWI Female 100 en 2018.
  - Situada en el Nº5 en el PWI Female 100 en 2019.
  - Situada en el Nº7 en el PWI Female 100 en 2020.